# 黑王子步兵戰車
黑王子步兵戰車，是第二次世界大戰期間，英國陸軍以邱吉爾步兵戰車的底盤為基底，使用QF 17磅戰車砲所開發的實驗性車輛。英軍編號為A43，命名取自十四世紀英法百年戰爭中的知名英軍指揮官黑王子愛德華（Edward the Black Prince）。

## 概要
黑王子做為邱吉爾的延續，幾乎秉承了邱吉爾的大多數特性，包括為了支援步兵的厚重裝甲與慢速。黑王子在構思時英軍已經意識到戰車機動性的重要（主要是因為美軍M4雪曼的衝擊），而在著手進行新一代巡航戰車的設計，因此黑王子在設計時就已定調是一款在步兵戰車與巡航戰車之間過渡期的『萬能戰車』。
因為使用了比邱吉爾型更大的QF 17磅戰車砲，黑王子需要更加寬大的砲塔、砲座與車體，導致黑王子比邱吉爾還重了超過10噸，幾乎超出底盤的負荷能力，因此只好將履帶加寬了10英吋才得以負荷。但是因為保留了邱吉爾的350匹馬力引擎，讓黑王子的動力嚴重不足，道路時速每小時16.9公里，如此緩慢的速度在戰術上就有極大的限制。 雖然在設計中曾计划以600匹馬力的路華引擎替代，但是卻沒有實行。另一個結合百夫長與黑王子的設計也從未實現。
黑王子的原型在1945年5月陸續完成，但是此時改裝自美軍M4的雪曼螢火蟲已經擁有了成熟的作戰紀錄，而且克倫威爾巡航戰車與彗星式巡航戰車都已經量產並開始投入服役，甚至連下一代的百夫長主力戰車都已經開始製造原型。這些戰車都擁有與黑王子同型甚至更強的主砲，雖然裝甲較薄，但是因為其他方面技術的進步，總體防護能力並不比黑王子低，而機動性比其優秀許多。 黑王子已經成了完全多餘的設計而遭到軍方終止研發。
黑王子是邱吉爾系列的最後一款衍生型，代表著這一系列戰車的結束，同時也是英國最後一個以步兵戰車為理念的設計，英軍以步兵戰車為主的時代就此告一段落。

## 戰後
六輛原型車只有四號車在戰後仍保持完整，並送往珀貝克戰車博物館修復至可用狀態展示。

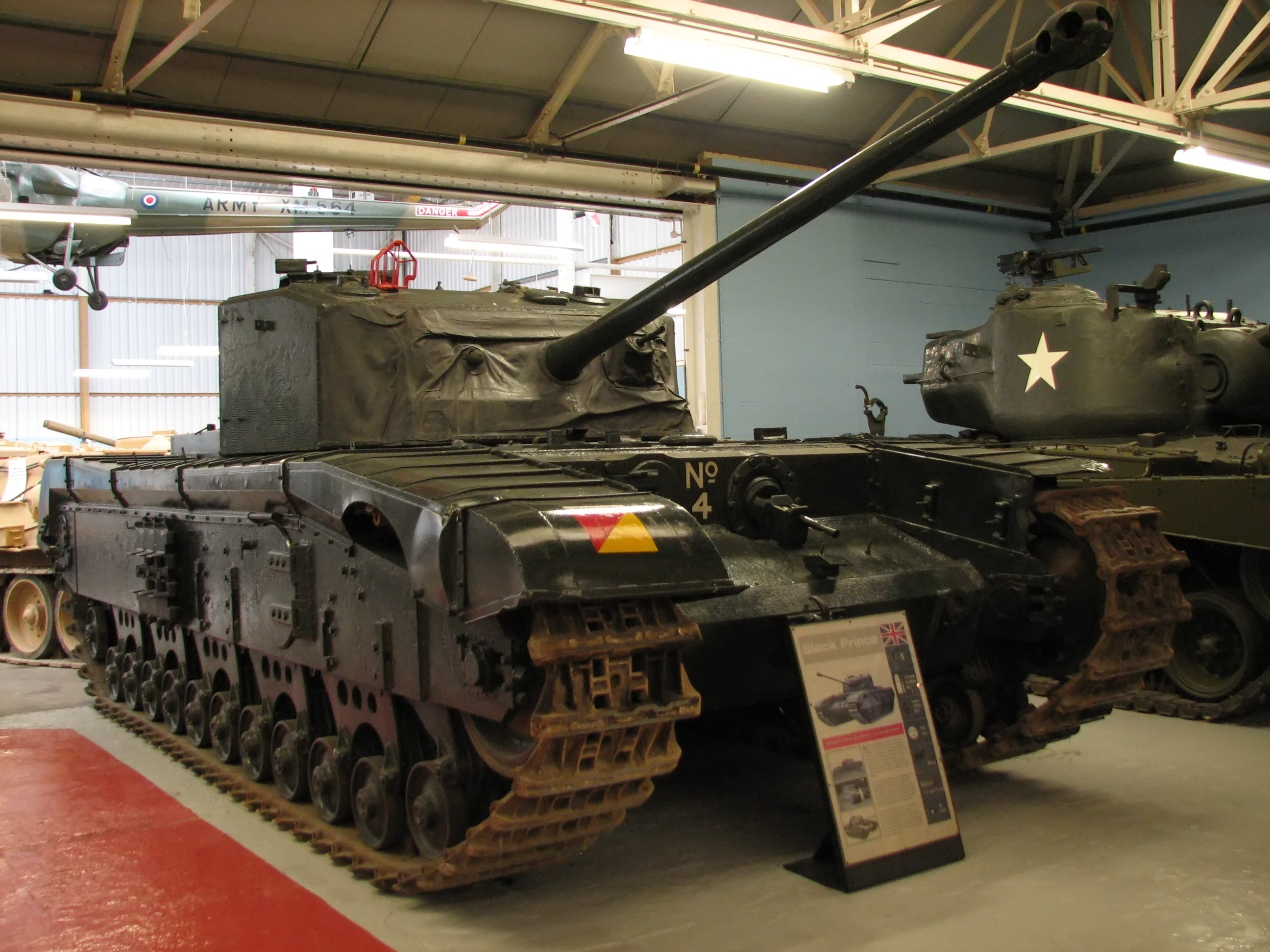
在珀貝克戰車博物館展示的黑王子第四號原型車(2008)

## 註解
1. ↑  百夫長的正面裝甲只有4英吋，但是因為使用了傾斜裝甲技術，因此儘管厚度較薄，但是仍能擁有與黑王子同級、甚至更強的防禦能力

## 外部連結
- A43, Tank, Infantry, Black Prince